# نوکوجو
نوکوجو (به انگلیسی: Nokjo) یک شهرک در پاکستان است که در شهرستان آواران واقع شده‌است.